# Cochliobolus miyabeanus
Cochliobolus miyabeanus és una espècie de fong ascomicot de l'ordre dels pleosporals (Pleosporales) que causa la malaltia de la taca marró en l'arròs. Aquesta malaltia va causar la fam de Bengala del 1943.
S'ha fet servei per part dels Estats Units com arma biològica al Japó durant la Segona Guerra Mundial.